# Cynara humilis
Cynara humilis, comúnmente llamada alcachofilla, cardo borriquero o cardocuco, es una especie de gran cardo de la familia Asteraceae, endémica del sur de España, centro de Asia, noroeste de África. Cosmopolita en todo el mundo, siendo en Australia una fuerte especie invasora. Crece muy bien, preferiblemente en áreas abiertas hasta los 1000 m s. n. m.

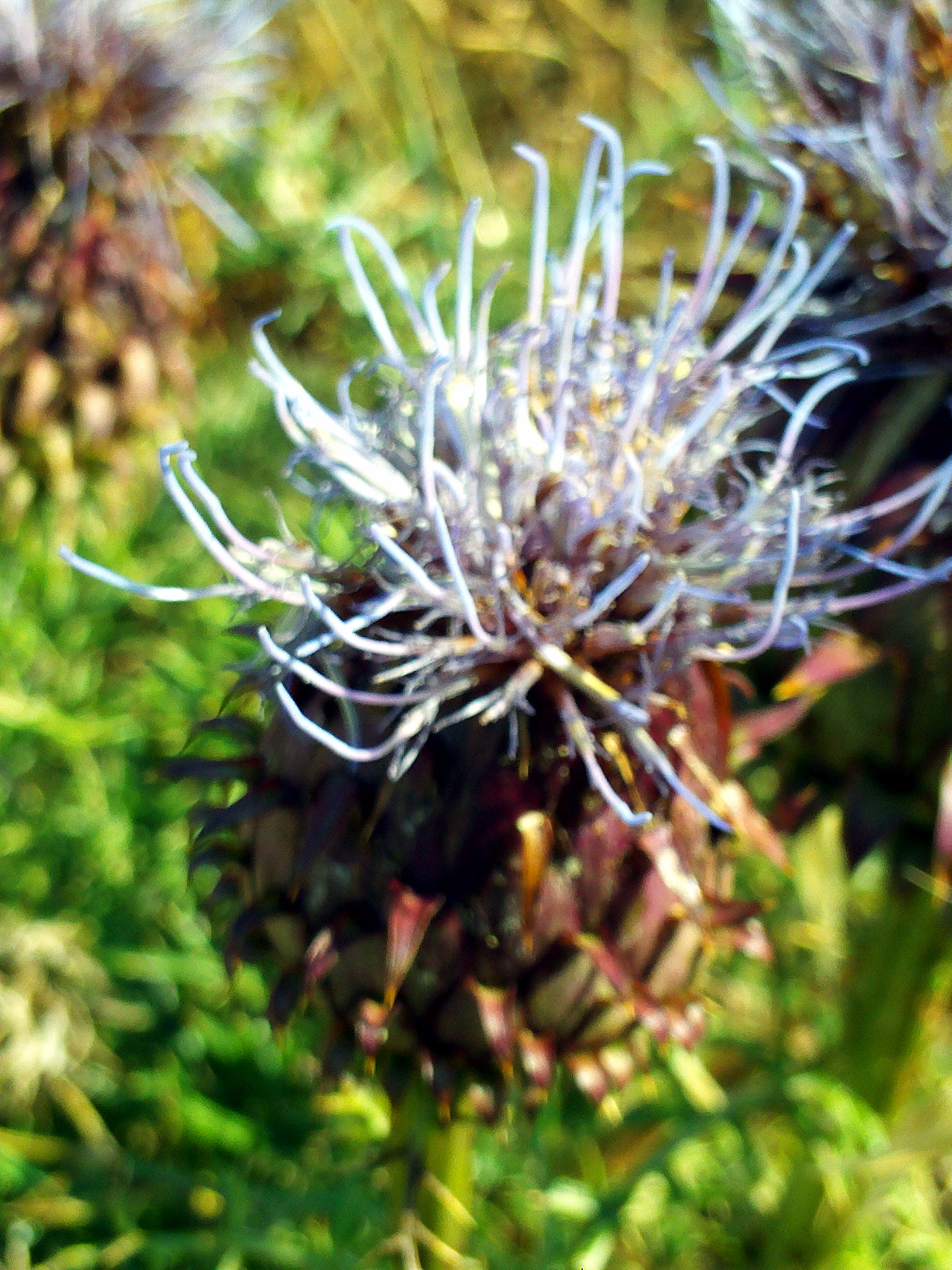
Detalle de la flor

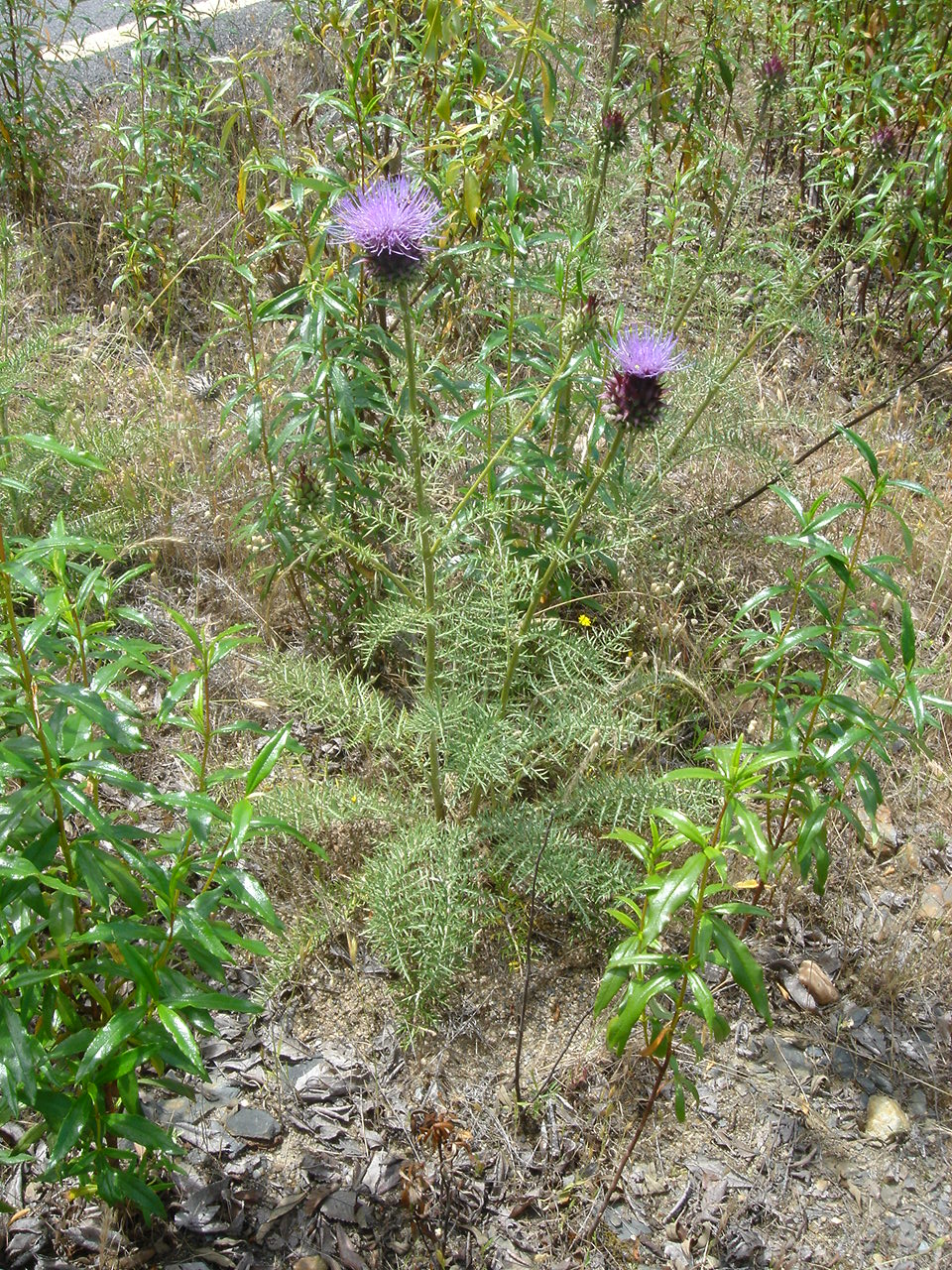
En su hábitat

## Descripción
Tiene tallo simple o ramificado, muy lanoso en especial en la parte inferior que alcanza 60 cm (en ocasiones hasta 120 cm) de altura. Hojas espinosas, pinnadas y de envés tomentoso. Las flores son lilas, en capítulos grandes, con brácteas purpurescentes y solitarias. Florece aproximadamente desde principios del verano.

## Usos
Es muy apreciada por sus hojas tiernas, antes de madurar las espinas. En España, se la usa como a la alcachofa, en estado tierno y despinizado. Incluso las pencas de la base de la hoja son comestibles. Las semillas son muy apetecibles para las aves.
La especie posee significativas cantidades de inulina, una de las principales fuentes de azúcares aptos para el consumo por diabéticos; igualmente, y dado su rápido crecimiento, para la producción de biocombustibles.

## Taxonomía
Cynara humilis fue descrita por  Carlos Linneo    y publicado en Sp. Pl. 2: 828. 1753
Citología
Número de cromosomas de Cynara humilis (Fam. Compositae) y táxones infraespecíficos: 2n=34
Etimología
Cynara:nombre genérico que deriva del Griego χινάρα,-ας o χυνάρα,  "alcachofa", derivado de χυων-χυνός, cyon-cynos, "perro", por las brácteas involucrales que, por su forma, se asemejan a los dientes de dicho animal. Pasó al Latín como cinara y se usaba también para designar al cardo.
humilis: epíteto latino que significa «pequeña, de bajo crecimiento».
Sinonimia
- Bourgaea humilis  (L.) Coss.
- Bourgaea humilis var. leucantha Coss.
- Cynara humilis var. reflexa Batt.
- Cynara humilis var. walliana Maire[4]

## Nombres comunes
- Castellano: alcachofa, alcachofa de campo, alcachofa de la yerba cuajo, alcachofa del campo, alcachofas de Andalucía, alcachofas silvestres, alcachofera, alcachofilla, alcarcil de Andalucía, alcarcil portugués, alcarcil silvestre, alcaucil basto, arcaucil, arcauciles bravíos, cardo andaluz, cardo borriqueño, cardo borriquero, cardo de borrico, cardo de burro, cardo de la arcachofa, cardo del cuajo, cardo el cuajo, cardo silvestre, cardo tendido, cardo timonero, chaparrillo, hierbacuajo, morillera, morra, morras, morrillera, yerbacuajo, yerba cuajo, yerba del cuajo.[5]